# Lee So-yeon
Dans ce nom coréen, le nom de famille, Lee, précède le nom personnel.
Pour les articles homonymes, voir Lee.
Lee So-yeon (coréen : 이소연–), née le 19 juillet 1981, est une judokate sud-coréenne.

## Palmarès international en judo
| Championnats du monde | Championnats du monde | Championnats du monde |
| Année                 | Médaille              | Catégorie             |
| --------------------- | --------------------- | --------------------- |
| 2001                  | bronze                | –78 kg                |
| Jeux asiatiques       |                       |                       |
| Année                 | Médaille              | Catégorie             |
| 2006                  | argent                | –78 kg                |
| Championnats d'Asie   |                       |                       |
| Année                 | Médaille              | Catégorie             |
| 1999                  | bronze                | –78 kg                |
| 2003                  | bronze                | –78 kg                |